# Il coltello nell'acqua
Il coltello nell'acqua (Nóż w wodzie) è un film del 1962 diretto da Roman Polański, al suo esordio nella regia di un lungometraggio.

## Trama
Il giornalista sportivo Andrea e la moglie Cristina (da cui prende il nome la loro barca) si stanno recando in auto nella zona dei laghi masuri, per trascorrere un weekend in barca a vela, quando s'imbattono in un giovane autostoppista, fermo in mezzo alla strada, che solo all'ultimo momento Andrea evita d'investire. Irritato ma anche colpito dalla sua sfrontatezza, l'uomo lo invita in modo sarcastico a salire in auto e poi, una volta arrivati a destinazione, gli propone addirittura di unirsi a loro per la gita sul lago. Il giovane, che sostiene di non saper nuotare, accetta quella che appare una sfida beffarda più che un invito amichevole.
Nel corso della giornata in barca affrontano un periodo di bonaccia, un improvviso acquazzone e finiscono perfino bloccati in una secca. Malgrado non manchino momenti in cui regna un piacevole clima rilassato, Cristina assiste alla crescente tensione del rapporto (di reciproca ostilità, ma anche di sotterranea attrazione) tra i due uomini. Il più maturo adotta l'atteggiamento autoritario del capitano, dà continui ordini al giovane e in modo provocatorio ne mette alla prova ripetutamente l'inesperienza, suscitando reazioni di mal sopportazione e scatti di ribellione.
La mattina del giorno dopo, il confronto raggiunge il culmine: il giovane, ormai prossimo a sbarcare, lamenta la scomparsa del suo notevole coltello a serramanico, che in precedenza ha esibito con orgoglio come uno strumento indispensabile per i suoi vagabondaggi. Andrea glielo restituisce in malo modo, come fosse stato accusato di averglielo sottratto di proposito, e l'oggetto conteso finisce inavvertitamente in acqua. Quando il giovane gli chiede di tuffarsi a recuperarlo e l'altro si rifiuta, i due vengono alle mani e il giovane finisce fuori bordo, sparendo sott'acqua. Cristina si lancia subito a soccorrerlo e Andrea, pur convinto che il giovane abbia mentito e in realtà sappia nuotare, si unisce alla ricerca che si rivela inutile.
Tornati sulla barca, litigano violentemente, la donna rimprovera al marito la sua arroganza e lo accusa di essere interamente responsabile del tragico incidente e lui, adirato, si getta in acqua andando a nuoto verso la riva non lontana. Poco dopo, il giovane, che si era nascosto dietro una boa, risale a bordo della barca. Cristina prima lo schiaffeggia, disgustata dall'inganno; poi, resa vulnerabile dall'ira verso il marito e dall'attrazione verso il giovane, lo bacia e fa l'amore con lui.
Dopo aver fatto sbarcare il giovane, Cristina arriva al porticciolo dove ritrova Andrea, che è determinato a presentarsi alla polizia e raccontare quanto accaduto. Lei gli rivela che il giovane non è annegato, ma il marito non le crede e pensa si tratti solo di una pietosa menzogna a suo beneficio; allora lei, sprezzante, rivela anche il proprio tradimento, di nuovo non creduta. Il film si conclude con l'auto ferma davanti al bivio che può condurli a casa o alla stazione di polizia.

## Produzione
- Due dei tre attori (Jolanta Umecka, che interpreta Cristina, e Zygmunt Malanowicz, che interpreta il ragazzo) non avevano pressoché alcuna precedente esperienza professionale.
- I nomi originali dei personaggi, Andrzej e Krystina, sono stati "italianizzati" in Andrea e Cristina (la barca invece è nominata Christine, all'inglese).
- Una Peugeot 403 e una Mercedes-Benz W120 vengono utilizzate per l'automobile su cui viaggiano Andrea e Cristina.
- In tutto il film non viene impiegata nemmeno una comparsa (sono solo 3 gli attori coinvolti); in nessun momento della pellicola, infatti, appare qualcuno al di fuori dei tre protagonisti.
- In due scene del film vengono mostrati quasi integralmente i seni della protagonista (mentre si asciuga a bordo della barca), la qual cosa fece scalpore, in quanto per niente d'uso nel cinema conservatore del tempo.
- Il film è stato anche definito un "thriller"[1], ma in realtà mancano alcuni elementi per annoverarlo pienamente in quel genere cinematografico.

## Accoglienza
Si tratta di uno dei più fortunati debutti registici della storia cinematografica: il film fu presentato in concorso alla Mostra Internazionale d'Arte Cinematografica, dove ricevette il Premio FIPRESCI, ma soprattutto fu il primo film polacco ad ottenere una candidatura all'Oscar al miglior film straniero (battuto da 8½ di Federico Fellini).
L'esordiente Polanski, non ancora trentenne, si guadagnò un'immediata notorietà internazionale, ben rappresentata dalla copertina del settimanale statunitense TIME a lui dedicata. Emigrato in Francia, poi in Gran Bretagna e quindi negli Stati Uniti, solo ben quarant'anni dopo il regista tornerà a girare un film in Polonia, Il pianista.

## Riconoscimenti
- 1962 - Mostra internazionale d'arte cinematografica
  - Premio FIPRESCI